# 尚普鲁日耶
尚普鲁日耶（法語：Champrougier，法語發音：[ʃɑ̃pʁuʒje]）是法国汝拉省的一个市镇，位于该省西部偏北，属于隆斯勒索涅区。该市镇总面积8.73平方公里，2009年时的人口为96人。

## 人口
尚普鲁日耶人口变化图示